# Xã Solebury, Quận Bucks, Pennsylvania
Xã Solebury (tiếng Anh: Solebury Township) là một xã thuộc quận Bucks, tiểu bang Pennsylvania, Hoa Kỳ. Năm 2010, dân số của xã này là 8.692 người.